# 桂鯛蔵
桂 鯛蔵（かつら たいぞう）は、上方落語の名跡。本来の旧字体の表記は「鯛藏」。「鯛蔵」の鯛は、初代桂文團治のあだ名「塩鯛」から。
2010年8月に桂都丸門下の桂さん都が2代目「鯛蔵」として襲名。ちなみに師匠都丸は4代目桂塩鯛を襲名した。さん都は2代目として襲名したが、初代文團治門下の他に、明治元年の稲荷桂派の看板にも同一人物か不明の「鯛蔵」の名があるため、過去に何代続いたか不明。米朝事務所のHPにも当代の代数は記載されていない。
- 先代桂鯛蔵 - 本項にて記述。
- 当代桂鯛蔵 - 2代目にあたる。

桂 鯛蔵（1884年3月9日 - 1958年ころ）は、本名: 生駒 富太郎。
3代目桂塩鯛の門人。入門時期不明。1925年にはすでに東京に活動拠点を移し、3代目三遊亭圓楽、4代目柳家小山三らと共に落語革新派を結成するが1年ほどで解散。中国の満州に巡業し、帰国後は昭和に入り岡山で祈祷師に転業。実子が太神楽の12代目丸一家元の2代目鏡味小仙。